# التوپاسیو
التوپاسیو (به ایتالیایی: Altopascio) یک سکونتگاه مسکونی در ایتالیا است که در استان لوکا واقع شده‌است.

## خصوصیات
التوپاسیو ۲۸ کیلومترمربع مساحت و ۱۵٬۰۹۰ نفر جمعیت دارد و ۱۹ متر بالاتر از سطح دریا واقع شده‌است.